# Бутчино
Бутчино — село в Куйбышевском районе Калужской области России. Административный центр сельского поселения «Село Бутчино».

## География
Находится на реке Луженка, примерно в 13 км к юго-востоку от Бетлицы и в 160 км к юго-западу от Калуги, недалеко от границы с Брянской областью.

### Уличная сеть
ул. Заречная, ул. Лесная, ул. Молодёжная, ул. Нижняя, ул. Новая, ул. Центральная, ул. Школьная.

## История
Годом основания села считается 1636.
В 1678 году вотчина Брянского Петровского монастыря в Хвощенской волости Брянского уезда: «Погост Бутчин, на рч. Луженке. Всего (на церковной земле) 2 дв. поповых, 1 дв. дьячков, в них 8 ч.»
Судя по записям в ревизских сказках XVIII века, население села формировалось в значительной мере из детей священников, переселявшихся сюда из различных сел Брянского и Серпейского уездов и переводившихся в крестьянское сословие. С конца XVIII века центр Бутчинской волости, в середине XIX века село относилось к Кондрыкинской волости Жиздринского уезда, позже вновь центр Бутчинской волости.

## Население
| 2002 | 2010 |
| ---- | ---- |
| 417  | ↘369 |

Историческая численность населения:
Население села составляло в 1678 — 8, в 1762—275, в 1834—702, в 1858—587, в 1896—790, в 1913—1150 человек. Часть населения села была переведена в 1853 году в Тобольскую губернию, а в 1854 году во вновь образованную деревню Вороненка той же волости.

## Известные уроженцы, жители
- Губарев, Пётр Фёдорович (1906—1994) — советский художник.

## Инфраструктура
МКОУ Бутчинская СОШ.
Почтовое отделение, обслуживающие с. Бутчино: БУТЧИНО 249502 (Центральная ул., 47, Бутчино).
В конце XIX века центр хлебной торговли на Орловско-Витебской железной дороге с объёмом до 100,000 пудов хлеба ежегодно.

## Транспорт
Доступен автотранспортом. Остановка общественного транспорта «Бутчино».